# 萨巴捷-马耶合成
萨巴捷-马耶合成（Sabatier-Mailhe synthesis）指脂肪族羧酸在金属氧化物（如二氧化钛、二氧化锰或钛酸钠）存在下被甲酸蒸气还原为醛。
二苯基和烯基乙酸也能发生类似作用。